# Tainara Mees
Tainara Mees (* 7. November 2004) ist eine brasilianische Leichtathletin, die sich auf den Siebenkampf spezialisiert hat und auch im Sprint an den Start geht.

## Sportliche Laufbahn
Erste Erfahrungen bei internationalen Meisterschaften sammelte Tainara Mees im Jahr 2021, als sie bei den U20-Südamerikameisterschaften in Lima in 12,22 s den fünften Platz im 100-Meter-Lauf belegte und mit der brasilianischen 4-mal-100-Meter-Staffel in 47,38 s die Silbermedaille gewann. Anschließend gewann sie bei den U18-Südamerikameisterschaften in Encarnación in 46,61 s ebenfalls die Silbermedaille mit der Staffel und belegte im Siebenkampf mit 3691 Punkten den achten Platz. Zudem gelangte sie über 100 Meter mit 12,19 s auf Rang vier. Im Jahr darauf schied sie bei den U20-Weltmeisterschaften in Cali mit 11,71 s in der ersten Runde über 100 Meter aus und 2023 gewann sie bei den U20-Südamerikameisterschaften in Bogotá in 11,70 s die Bronzemedaille über 100 Meter und sicherte sich im Siebenkampf mit 5063 Punkten die Silbermedaille. Zudem gewann sie in 44,81 s die Goldmedaille im Staffelbewerb. Anschließend gelangte sie bei den World University Games in Chengdu mit 5341 Punkten auf den 13. Platz im Siebenkampf. Im Jahr darauf gewann sie bei den Hallensüdamerikameisterschaften in Cochabamba mit 3617 Punkten die Silbermedaille im Fünfkampf hinter ihrer Landsfrau Raiane Vasconcelos. Im September siegte sie mit 5404 Punkten im Siebenkampf bei den U23-Südamerikameisterschaften in Bucaramanga.

## Persönliche Bestleistungen
- 100 Meter: 11,70 s (−0,1 m/s), 19. Mai 2023 in Bogotá
- Siebenkampf: 5630 Punkte, 17. August 2024 in Bragança Paulista
  - Fünfkampf (Halle): 3617 Punkte, 27. Januar 2024 in Cochabamba